# Four Corners (Newark)
El distrito histórico de Four Corners es la intersección de las calles Broad y Market en Newark, Nueva Jersey. Es el sitio del primer asentamiento de la ciudad y el corazón del centro de Newark, que en un momento se consideró la intersección más transitada de los Estados Unidos. El área que abarca 22 cuadras cuadradas desde el cruce es un distrito histórico estatal y federal.
El cruce se convirtió en el centro de la ciudad poco después del establecimiento en 1666; la casa del fundador Robert Treat estaba ubicada en la esquina suroeste. Durante los siglos siguientes siguió siendo el punto focal de la ciudad que creció a su alrededor. En 1834, United New Jersey Railroad and Canal Company había establecido una terminal en el sur y en 1869 Newark and New York Railroad tenía una en el norte. Durante el período de expansión masiva a principios del siglo XX, el distrito se convirtió en el distrito comercial moderno de la ciudad y en el sitio de su primer rascacielos construido por Firemen's Insurance Company en la esquina sureste en 1910. La Terminal de Servicio Público de Newark en Broad Street abrió en 1916. Aunque se desvaneció en su antigua gloria, el distrito de Four Corners sigue siendo el centro tradicional de comercio y negocios de Newark y desde finales de la década de 2000 el foco de esfuerzos de revitalización económica, residencial y de restaurantes en el Downtown.

## Calles Broad y Market
Los nombres y el cruce de calles nombradas Broad y Market se ven en muchas de las ciudades coloniales de Nueva Jersey, como Paterson y Trenton y de los Estados Unidos, como Filadelfia. En Newark, Broad Street, como su nombre indica, es una amplia avenida que va hacia el norte hasta Military Park y Broad Street Station, mientras que hacia el sur pasa por Government Center y Symphony Hall. Market Street hacia el este pasa por Gateway Center y Estación Pensilvania, mientras que hacia el oeste se encuentran el Palacio de Justicia del Condado de Essex y los campus universitarios ubicados en la ciudad. Durante mucho tiempo ha sido una encrucijada muy transitada. En 1915, Public Service contó más de 280 000 pasos de peatones en un período de trece horas. Once años después, el 26 de octubre de 1926, un control del Departamento Estatal de Vehículos Motorizados en Four Corners contó 2644 trolebuses, 4098 autobuses, 2657 taxis, 3474 vehículos comerciales y 23 571 automóviles. Entre 1925 y 1939 una torre de control de tráfico de 7,3 m se situó en la intersección.

## Distrito histórico

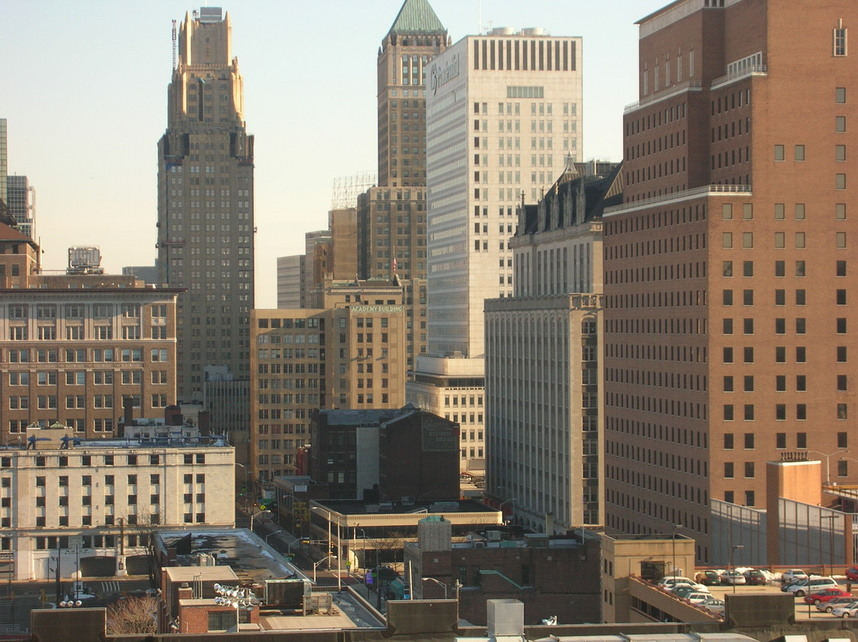
Los edificios más altos de la ciudad al norte de Market Street

Four Corners es uno de los siete distritos históricos de Newark. El distrito histórico de Four Corners está delimitado a grandes líneas por el bulevar Raymond, las calles Mulberry, Hill y Washington y la Avenida Universidad. Fue creado en 1999–2000, abarca un área de 34 ha e incluye muchos edificios que están incluidos en los registros nacionales y estatales de lugares históricos. El área se considera vital en la remodelación de la ciudad, ubicada entre atracciones de la ciudad, barrios residenciales, instituciones educativas y comerciales. En 2010, con el fin de promover la restauración de fachadas, se ha implementado una política de señalización más estricta para cualquier renovación.
El cuadrante noroeste ha albergado la sede central de Prudential desde su fundación. Allí se encuentran tres edificios construidos por la compañía financiera, incluido el Gibraltar Building en Halsey Street, al igual que la tienda insignia original de los grandes almacenes Bamberger's.
Los dos edificios más altos de la ciudad, el neoclásico National Newark y el Eleven 80 de estilo art déco, se encuentran en el cuadrante noreste cerca del distrito histórico contiguo al Parque Militar.
El cuadrante sureste alberga el Kinney Building, la antigua Primera Iglesia Presbiteriana, el First National State Bank Building, la terminal del ferrocarril de Newark y Nueva York, el ayuntamiento de Newark en el Centro de Gobierno y la histórica Grace Church (Episcopal). El Prudential Center bordea esta sección en la calle Mulberry. Allí se encuentra un nuevo hotel (Mariott Courtyard) y un complejo comercial en las calles Broad y Lafayette. Varios edificios en el cuadrante sureste han sido renovados para espacios residenciales.
En el cuadrante suroeste del distrito histórico se encuentra Teachers Village, un vecindario que desde la década de 2010 ha experimentado una revitalización a través de nuevas construcciones y renovaciones. Nuevas construcciones y renovaciones en el vecindario como los edificios de uso mixto, William Flats, el Vibe de 19 pisos aprobado y el Halo de 40 pisos planificado. así como nuevos restaurantes, tiendas, bancos y un mercado de alimentos planificado al estilo Eataly. Se está construyendo un restaurante IHOP con cinco pisos de apartamentos a precio de mercado en la intersección de Broad St. y Hill St.

## Proyecto del milenio de las cuatro esquinas
En diciembre de 2012, el consejo de la ciudad aprobó planes para nuevas renovaciones en el distrito que extenderían el vecindario hasta Market Street que rehabilitaría antiguos edificios comerciales para convertirlos en espacios residenciales y comerciales. Se ha hecho una propuesta similar para el antiguo palacio de cine de Newark Paramount. En enero de 2014, el Proyecto Four Corners Millennium recibió 52 millones de dólares en subvenciones para el desarrollo económico del estado de Nueva Jersey.